# 千歳丸 (江戸幕府)
千歳丸（せんざいまる）は、幕末に江戸幕府が保有した洋式船。同名船2隻があり、初代は上海へ貿易船として派遣されたことで知られる。2代目は明治政府に引き渡された。

## 初代
初代「千歳丸」の前身は、イギリス商船「アーミスティス」（アルミスティス、Armistice）である。1855年にイギリスのサンダーランドで建造された3本マストの木造帆船で、分類は三檣バーク、トン数256トンまたは358トン。1862年（文久2年）に、江戸幕府が長崎において代金34000ドルで購入した。
江戸幕府が計画した中国との貿易の試験船に用いられた。1862年5月27日（文久2年4月29日）に長崎を出帆し、6月3日（同5月6日）に上海に入港した。漂流や琉球王国の朝貢（薩摩藩の密貿易）を除けば、日本人が正式に中国を訪れるのは2世紀ぶりであった。日本人乗船者は、勘定方の根立助七郎以下の幕府役人のほか、長州藩の高杉晋作・佐賀藩の中牟田倉之助ほか・薩摩藩の五代友厚（名目は水夫）・大村藩の峰源助（峰源蔵）、小城藩の納富介次郎などの諸藩士、長崎商人など計51人ないし53人。船将（船長）は名目上は沼間平六郎（沼間守一の養父）であったが、実際の操縦はイギリス人を中心とした外国人船員16人が担当した。
乗船した日本人一行は、アロー戦争に敗れて列強に半植民地化された中国の実態、太平天国の乱による混乱、上海租界の繁栄と民衆の生活の貧しさなどを目にし、海防への強い危機感や中国への軽蔑感などを抱き、以後の日本の近代化路線に影響を受けることになった。
本来の目的である貿易に関しては、清朝の海禁政策のために制限された。清朝の総理衙門は、中国産品の購入は許さず、日本の輸出に関しては今回限りの特例として、現地のオランダ商人を経由して認めるという対応をした。日本側は乾貨や漆器などを持ち込んでいたが、太平天国の乱の影響もあって売れ行きははかどらなかった。五代友厚などは列強の商人と取引し、艦船を購入している。なお、貿易拡大について中国側の了解は得られなかったが、その後1864年（元治元年）に、箱館奉行の主導で新たな貿易船「健順丸」が上海に派遣されている。
「千歳丸」は、7月14日に長崎へ帰国した。「千歳丸」は、翌1863年2月にイギリス商船「ヴィクトリア」（「長崎丸一番」と改名）と交換され、幕府の所有を離れた。

## 2代目
2代目の「千歳丸」の前身は、イギリス商船「ラウアリ」である。1865年にイギリスのアバディーン（ジョン・スミス社）で建造された木造バーク型帆船で、要目は長さ23間・幅4間1尺・深さ2間2尺・トン数323トン。1865年9月25日（慶応2年）に、代金30000ドルで購入された。

## 関連文献
- 宮永孝 『高杉晋作の上海報告』 新人物往来社、1995年。
- 佐藤三郎 「文久2年に於ける幕府貿易船千歳丸の上海派遣について―近代日中交渉史上の一齣として」『山形大学紀要・人文科学』第7巻第2号所収、1970年。